# Idioma moriori
Moriori es la lengua malayo-polinesia de los moriori, los indígenas de las islas Chatham. Es una lengua próxima a la lengua maorí (ver Lenguas polinesias).
Pese a que algunas fuentes la listan como lengua extinta, hay serias dudas sobre que esto sea verdad. Algunos estudios sostienene que se sigue hablando en reducidos grupos de habitantes de las Chatham así como en las islas mayores de Nueva Zelanda. También argumentan que la gran mayoría de los moriori dominan la parte esencial de la lengua. 
El nombre moriori de las Chathams es Rekohu.
- Datos: Q2741879